# 柿プディング

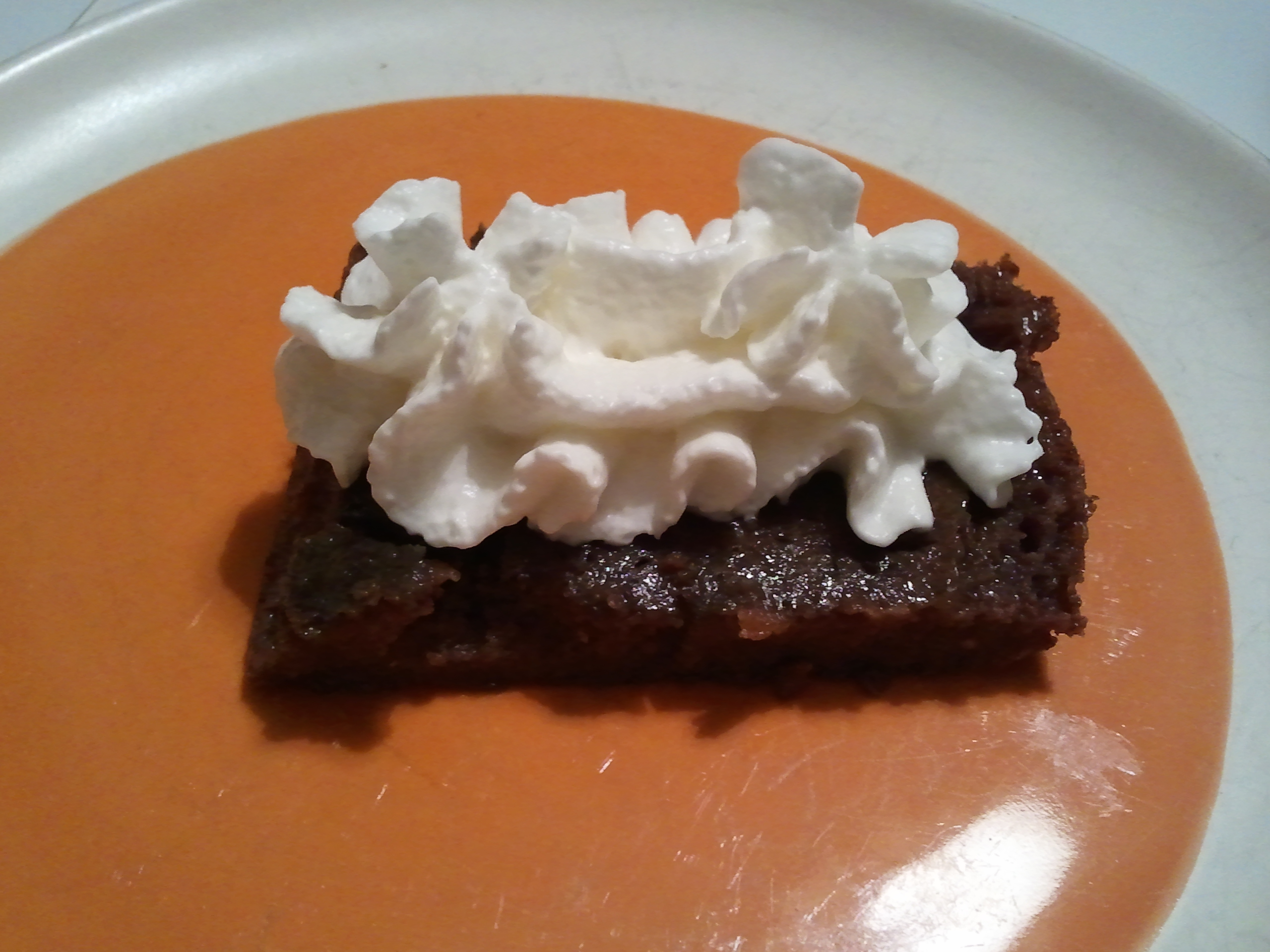
柿プディング

柿プディング（かきプディング）あるいはパーシモンプディング（英語：persimmon pudding）は柿の実で作ったアメリカの伝統的な菓子である。
通常は完熟した野生のアメリカガキ（Diospyros virginiana）の実を採集して作る。柿の実をつぶして裏ごしし、小麦粉、卵、重曹、香辛料（シナモン、ナツメグなど）、バターなどと混ぜて生地を作り、それを型に流し込んでオーブンで蒸し焼きにしたものである。柿プディングはイングランドで古くから作られているクリスマスプディングなどのプディング菓子に類似した蒸し菓子であり、蒸し器・オーブン・湯煎などの加熱方法を用いることにより、同様の生地を焼いて作る、より硬く水分の少ない柿ブレッドとは異なるしっとりとした質感を持っている。
アイスクリーム・クレーム・アングレーズ・ホイップクリーム・アップルソース・ブランデーソースなどを添えることが多く、暖かいうちに供するのが一般的だが、冷やしたものも好まれている。
柿プディングは冷蔵庫である程度の保存がきくため、大きなものを作って数日にわたって楽しむことも可能である。日が経つにつれて、プディングの中の要素が熟成して混じり合いまろやかな風味が完成される。